# Dějiny Peru

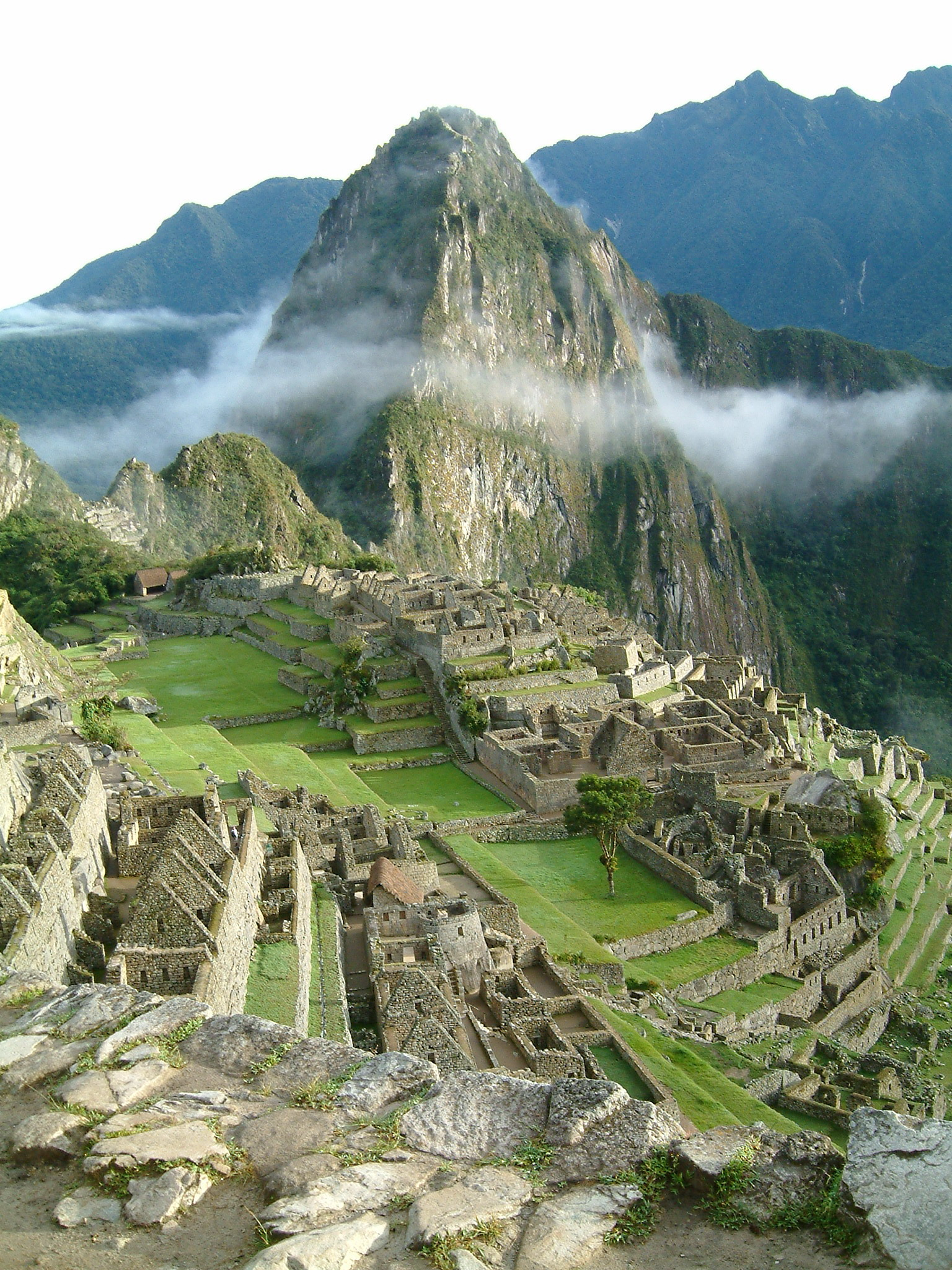
Machu Picchu, architektonické dílo Inků

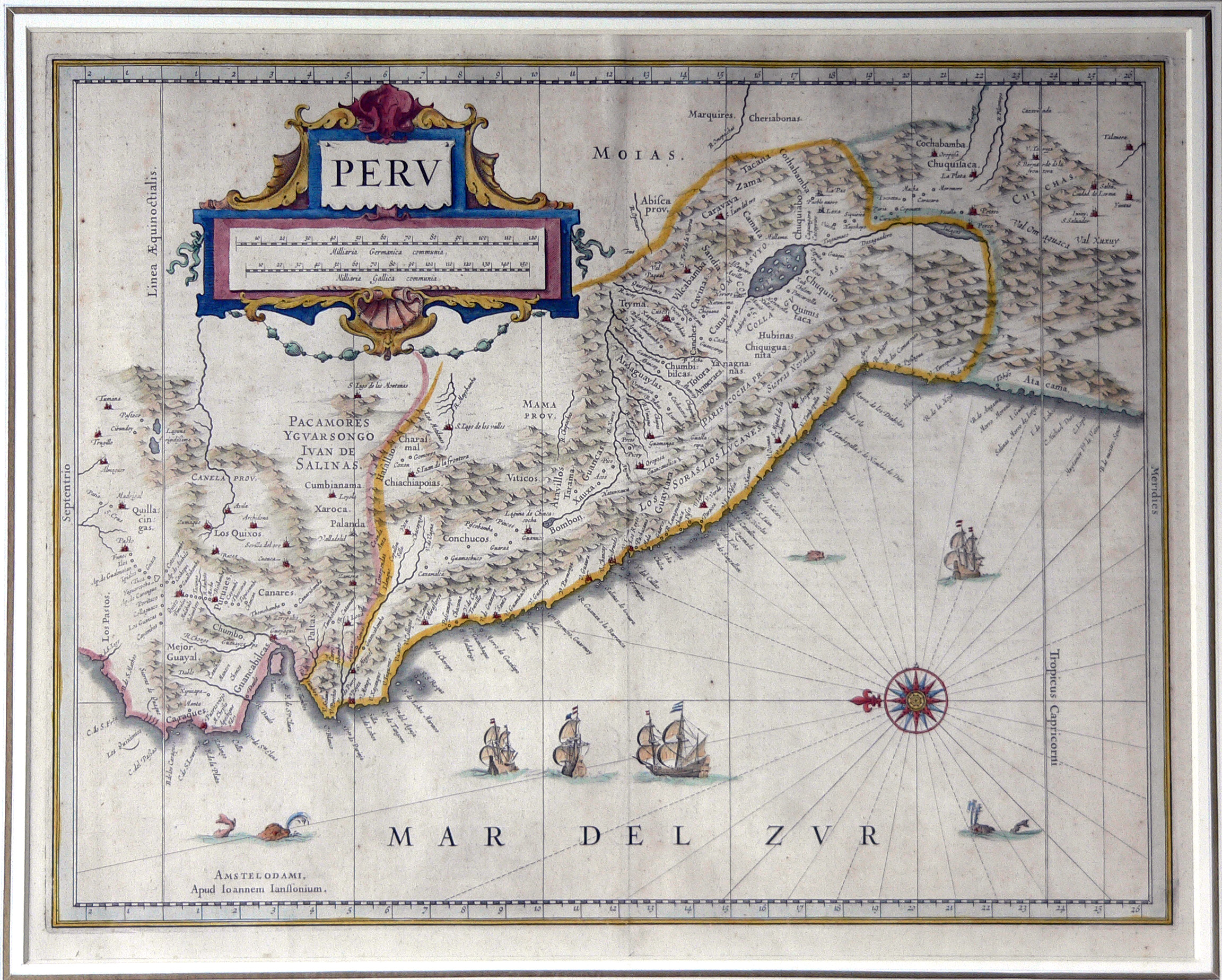
mapa Peru Ioannem Ianssonium (1647)

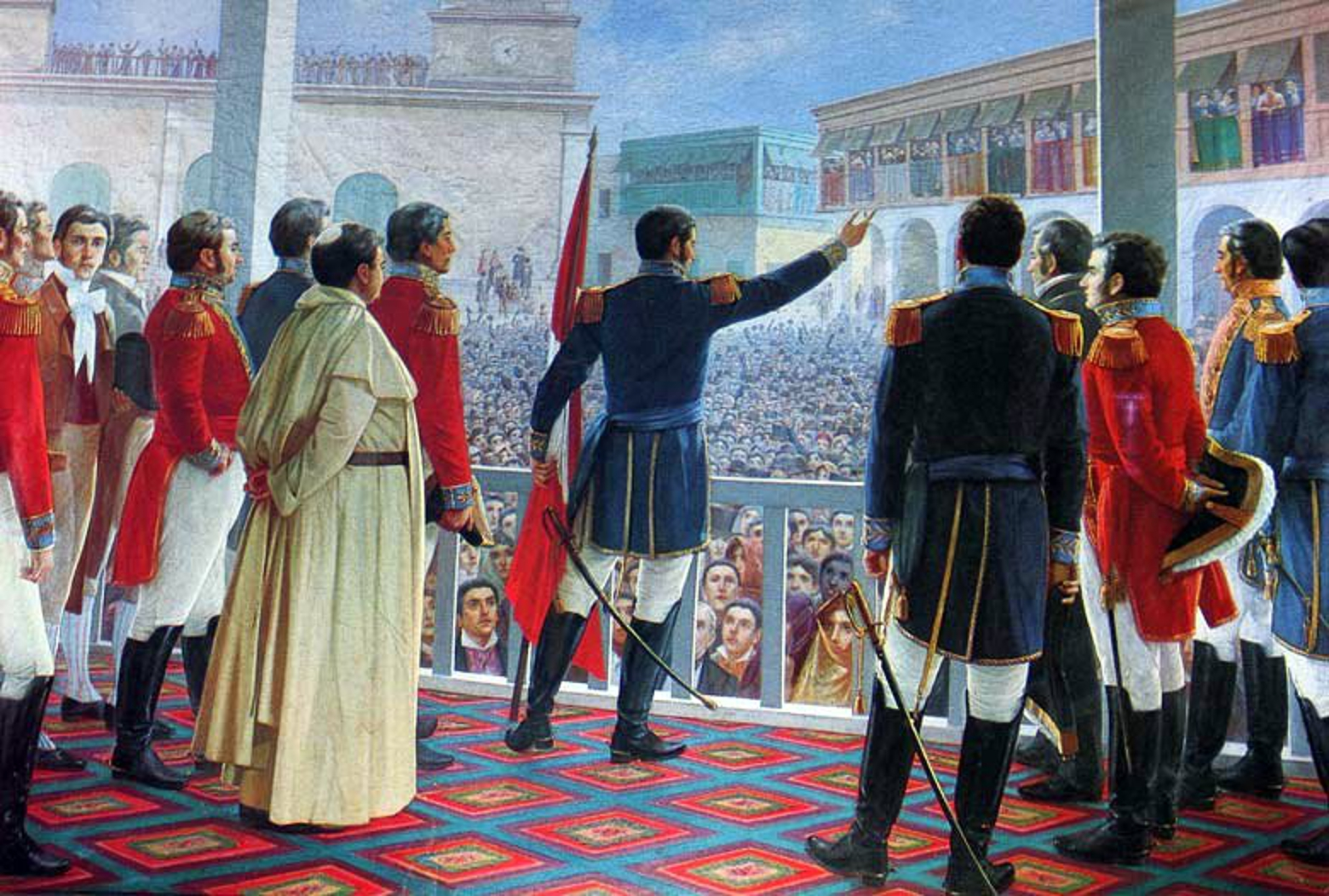
vyhlášení nezávislosti

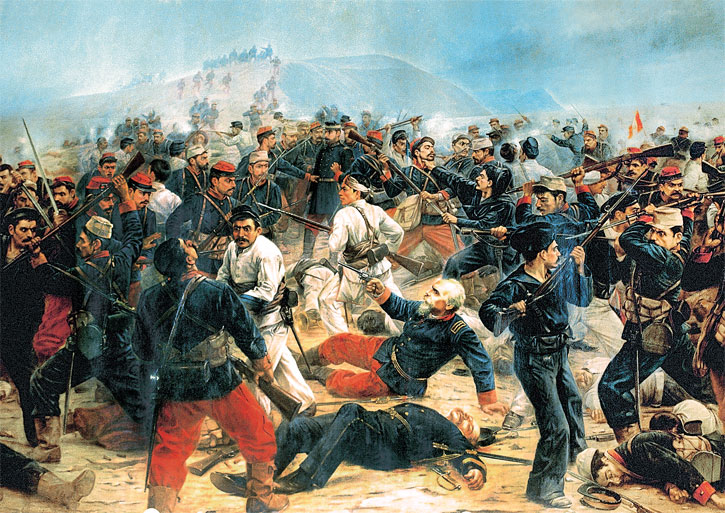
Bitva u Ariky, olejomalba od Juana Lepianiho

Dějiny Peru zahrnují dějiny dnešní peruánské republiky a dále také historický vývoj lidských společností žijících na území dnešního Peru. Dějiny lidských společenství se v případě Peru začínají asi před více než 15 000 lety. Peruánské území bylo domovem mimo jiné civilizace Caral (jedné z nejstarších na Zemi), později incké kultury (největší z předkolumbovských amerických států). V první polovině 16. století dobyli území španělští conquistadoři a založili místokrálovství Peru, které zahrnovalo podstatnou část jihoamerického kontinentu. Peru deklarovalo svoji nezávislost na Španělsku v roce 1821, prakticky však byla španělská vojska ze země vypuzena o tři roky později, kdy republikáni vedení Simónem Bolívarem vyhráli bitvu u Ayacucha (9. prosince 1824).

## Starobylé Peru
První obyvatelé přišli na území dnešního Peru kolem 17 500 př. n. l. Byli to potomci kolonizátorů Ameriky, lovců a sběračů z Asie, kteří dlouho předtím přešli Beringovým průlivem do Severní Ameriky. Toto datum se zakládá na existenci civilizace Paccaicasa, jejíž pozůstatky se našly v jeskyni Piquimachay, 12 kilometrů severně od města Ayacucho.
Stopy první americké zemědělské činnosti staré 12 600 let (10 600 př. n. l.) byly nalezeny v jeskyni La Cueva del Guitarrero ve městě Yungay. Stopy osídlení nalezené v La Libertad se datují na 10 000 př. n. l. a ve městě Tacna na 9 000 př. n. l. Ke konci posledního zalednění tito první obyvatelé Peru začali dlouhý proces osvojování místní fauny a flóry, začali se také sdružovat v kmeny a kmenové svazy.
V polovině 3. tisíciletí př. n. l. zde vznikly první městské státy s náboženskou vládou. Civilizace Caral (též zvaná Norte Chico), tvořící městský stát, byla současníkem civilizací starobylé Číny, Egypta, Indie a Mezopotámie. Navíc byla obklopena dalšími civilizacemi jako Vicus, Virú, Chavín a Paracas, které však stále tvořily kmenové svazy. Peru tedy můžeme pokládat za jednu z kolébek civilizace.
Časem civilizace Chavín převýšila ostatní. Existovala zhruba v letech 900–200 př. n. l. Nacházela se na pobřeží Tichého oceánu. Jejím centrem a obřadním místem bylo město Chavín de Huántar, které se nachází 3117 metrů nad mořem. Ve městě se nacházely dvou až trojpodlažní chrámy. Zdivo bylo zpevněno hliněnou maltou. Archeologové za nejcennější považují tři monolity: Lanzón, stélu Raimondino a Tellův obelisk. Všechny jsou ozdobené reliéfy antropomorfních postav zvířecích bohů. Chavín byla patrně první jihoamerická kultura, která zpracovávala zlato. Jak si říkali obyvatelé není známo, ani jaký používali jazyk (předpokládá se stará forma kečuánštiny). Domestikovali lamy, jejichž maso sušili (tzv. jerky). Archeologové doložili též užívání psychotropních látek (výtažky z kaktusu San Pedro), pravděpodobně při kouzelnických rituálech.
Postupně vliv Chavínu upadl, a to podnítilo rozvoj civilizací s lepšími znalostmi nově objevených dovedností, např. Močikové, Lima, Nazca, nebo Tiwanaku. Nejvýznamnější však byla Huarijská kultura (též zvaná Wari). Spolu s Tiahuanacem byla nejvýznamnějším jihoamerickým civilizačním centrem své doby. Navazovala na močickou kulturu. Říše Huari se začala rozvíjet okolo roku 500 a existovala zhruba půl století. Zpočátku se kultura Tiahuanaca, ležící na jih od Huari, rovněž v pacifickém pobřežním pásu, vyvíjela dosti nezávisle, ale v 6.–7. století se Huari a Tiahuanaco natolik sblížily, že historikové často hovoří o kultuře jediné. Název říše dostala podle svého hlavního města Huari (Wari), které leželo asi 11 kilometrů severovýchodně od dnešního města Ayacucho. Zatímco Tiahuanaco bylo spíše náboženským centrem, Huari mělo světský charakter, bylo to město spojené s okolím pevnými silnicemi, zřejmě obchodní centrum. Bylo tvořeno ulicemi do pravého úhlu. Počet obyvatel města se odhaduje na 40 000. Domy byly postaveny z kamene a některé byly až třípatrové. Kolem roku 800 se dostalo do krize v důsledku sucha a kolem roku 1000 bylo patrně velmi náhle a z neznámých důvodů opuštěno. Vchody budov byly zablokovány, jako kdyby se obyvatelstvo chtělo do města znovu vrátit, to se však z nejasných důvodů nestalo. Podle některých archeologů byly příčinou násilné konflikty mezi jednotlivými skupinami obyvatel. Lidé huarijské kultury hovořili dnes už vymřelým jazykem puquina. Písemné památky nalezeny nebyly. Sociální systém byl dosti hierarchický, založený na povinné práci obyvatel pro své vládce – na stavbách a na terasovitých polích – i daních. Zdá se, že tento systém převzala navazující (přesněji po pozdním přechodném období vyvstávající) Kultura Chimú a od ní Inkové.
Inkové se začali vzmáhat na konci 9. století. V 15. století si Incká říše podrobila všechny andské národy mezi řekami Maule a Ancasmayo a zabrala území asi 3 000 000 km². Tato oblast dnes tvoří velkou část území Kolumbie, Ekvádoru, Peru, Bolívie, Argentiny a Chile a byla propojena rozlehlou sítí cest. Hlavní město incké říše bylo Cuzco ležící v peruánských horách. Kromě své vojenské moci vynikali Inkové i v architektuře (viz Machu Picchu).

## Španělská vláda
V polovině 16. století dobyly španělské jednotky vedené conquistadory Franciscem Pizarrem a Diegem de Almagrem říši Inků a krátce poté vzniklo Místokrálovství Peru. V době největšího rozmachu pokrývalo území rozkládající se od Panamy až po úplný jih kontinentu. Španělská vláda se v Peru zasloužila o hlubokou přeměnou ve sféře sociální i ekonomické. Prosadil se merkantilismus, závislý na těžbě stříbra (zejména z města Potosí) a zlata, komerčním monopolu a vykořisťování původních obyvatel. K tomu byla hojně využívána tzv. mita. Nejvýznamnějším Peruánským místokrálem byl Francisco de Toledo, který provedl modernizaci celého místokrálovství, za jeho vlády byl popraven poslední exilový incký vládce Túpac Amaru I.
Na přelomu 16. a 17. století se vyskytly snahy o podkopání moci místokrálovství separatistickými vzbouřenci (nejprve indiány jako Túpac Amaru II. a později i Kreoly a Mestici). Byly však v posledních letech krvavě potlačeny.

## Nezávislost
Roku 1821 vyhlásilo hnutí vedené argentinským generálem José de San Martínem z Chile nezávislost a zřídilo nový stát: Peruánská republika. Definitivního vypuzení španělských vojáků z hor na jihu Peru, o které se postaral venezuelský generál Simón Bolívar, však bylo dosaženo až v roce 1824 bitvami u Junínu (6. srpna) a u Ayacucha (9. prosince).
Během prvních let nezávislosti probíhaly nekonečné vůdcovské boje o prezidentské křeslo. Za těchto okolností byla mezi lety 1836 a 1839 vytvořena Peruánsko-bolivijská konfederace, která byla rozpuštěna po porážce v bitvě u Yungay v boji proti separatistické armádě z Chile. Spory mezi vůdci trvaly až do první ústavní vlády maršála Ramóna Castilly, kterému se podařilo restrukturalizovat stát díky ekonomické prosperitě plynoucí z těžby guána na pobřežních ostrovech.
Roku 1865 Španělsko obsadilo ostrovy Chincha, což si peruánská vláda vyložila jako válku. Chile i Ekvádor se rozhodly pomoct Peru s obranou. Zatímco španělská eskadra blokovala přístavy Callao a Valparaíso, spojenecká flotila zaujmula postavení na ostrově Chiloé na jihu Chile. Chilská korveta Esmeralda mezitím v bitvě u Papuda obsadila škuner Covadonga a spojenecká eskadra odrazila španělský útok v námořní bitvě u Abtaa. Krátce poté španělská armáda vybombardovala nebráněný přístav Valparaíso a zničila více než polovinu nákladního loďstva Chile. Následně zaútočila na přístav Callao, ale jeho železná obrana útok bez problému odrazila a poškodila španělské loďstvo do takové míry, že se muselo stáhnout a nechat vody Jižní Ameriky.

## Válka s Chile
Roku 1879 Chile vyhlásila válku Peru. Důvodem bylo vměšování Peru do daňového problému mezi Bolívií a Chile. Z tohoto konfliktu vzešla Druhá tichomořská válka (někdy nazývaná Bitva ledku nebo Pacifická válka). Odehrála se mezi lety 1879 a 1883, a to v několika etapách. První příslušela námořní kampani a vyvrcholila 8. října 1879 námořní bitvou u Angamos, kterou vyhrála Chile a zemřel v ní admirál Miguel Grau Seminario, hrdina peruánského námořnictva.
Po zničení peruánského loďstva Chile pokračovala ve válce pozemní kampaní. Ta začala vyloděním chilského vojska a následující bitvou u Pisaguy, kterou vyhrálo Chile. Následovaly dlouhé čtyři roky, během nichž byla obsazena města Iquique, Arica, Tacna a válka se dostala až do samotného hlavního města Peru, Limy. Mezi další významné bitvy patří bitva u Chorrillos, bitva u Miraflores a také poslední bitva u Huamachuca. Definitivně válku ukončila Anconská smlouva podepsaná 20. října 1883 chilskou vládou a peruánským prezidentem Miguelem Iglesiasem. Pro Peru znamenala ztrátu provincií Arica a Angamos.

## Obnova státu a 20. století
Po válce začalo období rekonstrukce státu, které i přes relativní klid pro Peru neznamenalo obnovení růstu ekonomiky státu ani klid politický. To se změnilo roku 1895 s vládou prezidenta Nicoláse de Piéroly.
Převzetí úřadu Augustem B. Leguíou ukončilo sérii aristokratických vlád. Leguía zůstal u moci jedenáct let. Zemi zajistil momentální prosperitu, manipuloval se soudním právem, zastrašoval opozici, a zmodernizoval Limu. Jeho vláda, známá jako Oncenio (jedenáctiletí, once – španělsky jedenáct), skončila roku 1930 lidovým převratem Luise Miguela Sáncheze Cerra, který zahájil období vojenských vlád. Na politickém dění se stále ve větší míře podílela lidová hnutí, například APRA nebo Komunistická strana Peru. Obnovení demokracie roku 1939 a nástup Manuela Prada Ugartecheho přineslo období klidu, které bylo přerušeno nejprve osmiletou vládou (Ochenio) Manuela Odríy a poté krátkým vojenským převratem. Vládou Fernanda Belaúnde Terryho byla roku 1963 opět obnovena demokracie.
Politická krize v šedesátých letech dala prostor pro další převrat, tentokrát vedený generálem Juanem Velascem Alvaradem a později jeho nástupcem. Toto dvanáctileté období označované jako Revoluční vláda ozbrojených sil se neslo ve znamení zemědělské reformy, masivního zestátňování a protiimperialistického a obzvlášť protiamerického smýšlení. Kvůli stále většímu zadlužení se stát dostal na pokraj ekonomické krize, která uspíšila opětovné obnovení demokracie. Ústavodárné shromáždění dalo sepsat novou ústavu a roku 1980 byly vyhlášeny volby.

## Osmdesátá léta 20. století
V osmdesátých letech se ekonomická krize dále prohlubovala. Odpovědí na ni byl vznik maoistické teroristické skupiny Světlá stezka, která během následujících patnácti let podnikala násilné akce proti bezpečnostním složkám i civilnímu obyvatelstvu. Podobné zaměření měla i MRTA (Movimiento Revolucionario Túpac Amaru – Revoluční hnutí Túpac Amaru), další peruánská teroristická skupina.
Slabá pravice v prvních letech dekády přispěla k úspěchu politické strany APRA. Prezidentem se tak stal Alan García. Ani on se nedokázal vyrovnat s ekonomickými problémy země: Krize dosáhla nejhorší úrovně, k tomu se přidala vysoká míra inflace, nedostatek potravin a nárůst teroristických útoků. Poslední akcí Alana Garcíy v prezidentském křesle bylo neúspěšné zestátnění banky. To vyvolalo protesty občanů vedené spisovatelem Mariem Vargasem Llosou. Llosa měl ty nejlepší předpoklady pro prezidentské volby 1990. Krátce před nimi se však na politické scéně objevil Alberto Fujimori, který Llosu ve volbách nečekaně porazil a stal se prezidentem.

## Devadesátá léta a 21. století
Roku 1990 se k moci dostal Alberto Fujimori, syn japonských emigrantů. Přestože 5. dubna 1992 rozpustil Kongres republiky Peru a podpořil rozvoj korupce v zemi, dokázal zlepšit ekonomiku státu, definitivně porazil teroristy, prosadil liberální ekonomické reformy a zprivatizoval podniky, jež stát zatěžovaly. Roku 2000 byl Fujimori v nejasných volbách zvolen podruhé i přes velké protesty občanů vyvolané opozicí. Krátce poté se na světlo světa dostala kompromitující nahrávka, která usvědčovala členy Kongresu z uplácení opozice a podnikatelů. Na služební cestě v Japonsku Fujimori rezignoval a do Peru se již nevrátil. Prezidentem se tedy stal předseda Kongresu Valentín Paniagua. Jeho hlavním cílem byla transparence veřejného aparátu a uspořádání nových voleb. Ty vyhrál vůdce opozice Alejandro Toledo. Ekonomice Peru se konečně dařilo překonat krizi. V dalších volbách v roce 2006 se prezidentem znovu stal Alan García, jehož mandát skončil v roce 2011. Následným prezidentem Peru byl centrista Ollanta Humala a to v letech 2011–2016.
Po volbách v roce 2016 převzal vládu nad ekonomicky i politicky stabilní zemí ekonom Pedro Pablo Kuczynski. Jeho vláda však skončila předčasně v roce 2018, kdy odstoupil mj. kvůli korupčnímu skandálu. Jeho místo zaujal do té doby vicepresident Martín Vizcarra. Ani on však nezůstal v úřadu dlouho a v listopadu 2020 jej Kongres odvolal rovněž pro obvinění z korupce. Prezidentem se tedy dle ústavy stal toho času předseda Kongresu Manuel Merino. To však vyvolalo silnou vlnu protestů při kterých při střetech s policií zemřeli nejméně dva lidé. Merino následně po pouhých pěti dnech ve funkci odstoupil a novým dočasným prezidentem Kongres zvolil Francisa Sagastu. Ten dovedl zemi k řádným volbám v roce 2021, ve kterých komunista, a do té doby neznámý venkovský učitel, Pedro Castillo těsně zvítězil nad Keiko Fujimori, dcerou Alberta Fujimoriho.